# Abbas Fares
Abbas Fares (arab. ‏عباس فارس‎; ur. 22 kwietnia 1902, zm. 13 lutego 1978 w Kairze) – egipski aktor filmowy.

## Kariera
Abbas Fares urodził się 22 kwietnia 1902 roku. W latach 1929–1971 wystąpił w kilkudziesięciu produkcjach filmowych. W 1973 wcielił się w rolę arabskiego kupca w polskiej ekranizacji powieści Henryka Sienkiewicza W pustyni i w puszczy, grając zarówno w filmie fabularnym jak i w serialu w reżyserii Władysława Ślesickiego.